# Skellig Michael
Skellig Michael (từ chữ Sceilig Mhichíl trong tiếng Ireland, nghĩa là đá của Michael), cũng gọi là Great Skellig, là một đảo đá dốc, cách bờ biển hạt Kerry, Ireland khoảng 15 km về phía tây. Đây là đảo lớn trong 2 đảo mang tên Skellig.
Trong 600 năm, đảo này đã là một trung tâm tu viện quan trọng cho các tu sĩ Kitô giáo Ireland. Một tu viện Celtic Ireland nằm trên đỉnh khối đá cao 230 m, được xây năm 588. Đây là một trong số các tu viện nổi tiếng của châu Âu, nhưng khó tới. Tu viện này đã trở thành di sản thế giới của UNESCO từ năm 1996.
Vì quá xa xôi hẻo lánh, nên cho tới nay ít du khách tới thăm đảo Skellig Michael, do đó cảnh quan tại đây được đặc biệt bảo tồn. Các điều kiện rất đơn sơ bên trong tu viện minh họa lối sống khắc khổ của các Kitô hữu Ireland trước đây. Các tu sĩ sống trong các hang tổ ong (clochan), phía trên cao của các vách đá gần như thẳng đứng.

## Lịch sử

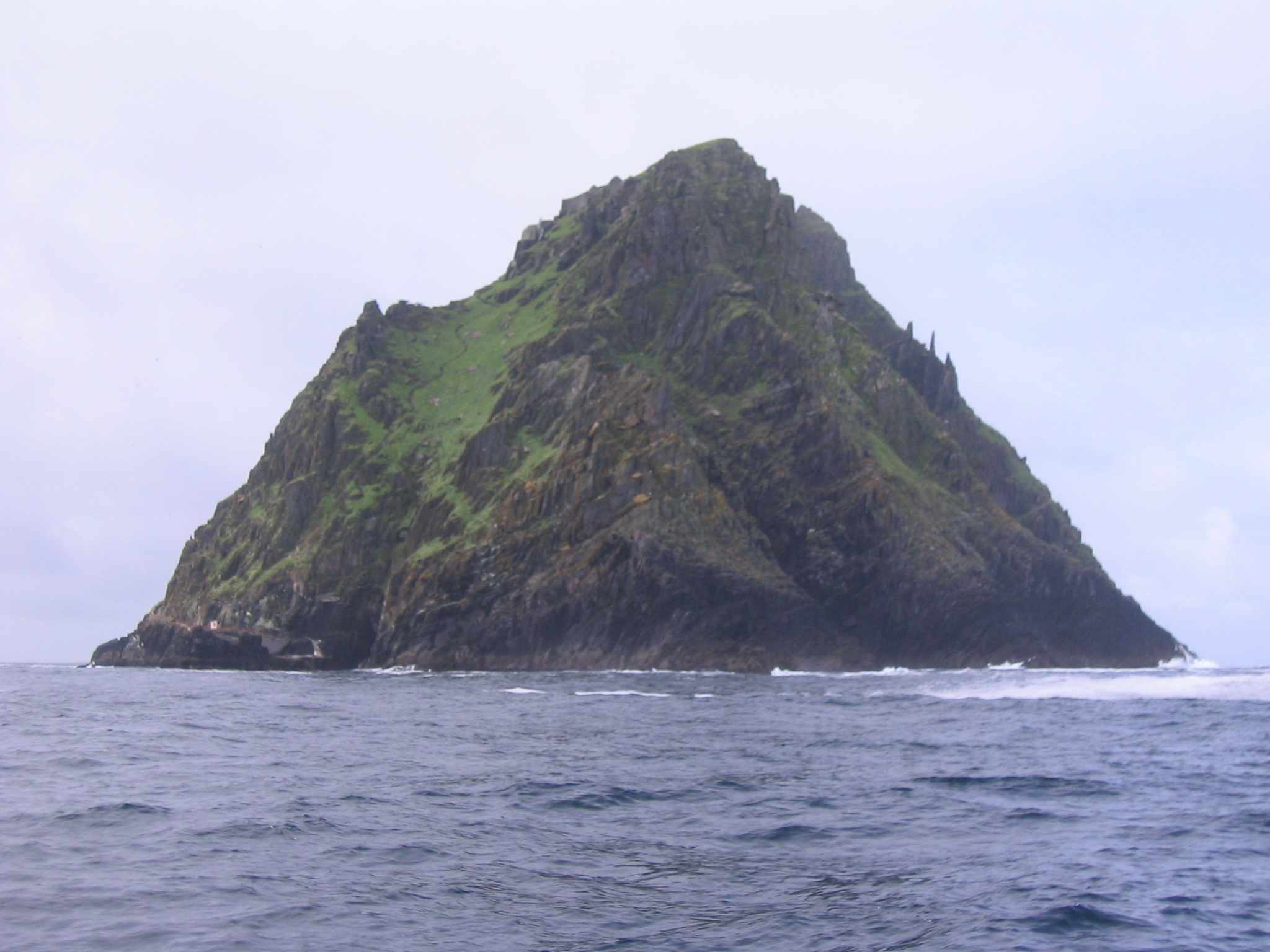
Skellig Michael

Tu viện trên đảo Skellig Michael đã sống sót qua nhiều cuộc tấn công của người Viking trong thế kỷ thứ 9, đặc biệt trong năm 823. Sau đó tu viện được mở rộng đáng kể, với một nguyện đường mới được xây khoảng đầu thiên niên kỷ thứ hai. Cộng đoàn tu sĩ Skellig Michael chưa bao giờ đông - dường như chỉ có khoảng 12 tu sĩ nam và 1 tu viện trưởng. Đôi lần trong thế kỷ thứ 12, các tu sĩ đã dời khỏi Skellig Michael để tới tu viện thánh Augustine ở Ballinskelligs trên đất liền.
Đầu thập niên 1500, Skellig Michael trở thành nơi hành hương hàng năm được ưa chuộng, nhưng không có sự cư trú thường xuyên. Trong thế kỷ thứ 19, người ta đã xây 2 tháp hải đăng tại đây và Great Skellig lại có người cư ngụ, lần này là những người trông coi tháp hải đăng thay phiên nhau. Tháp hải đăng thứ hai vẫn vận hành, dù nó được xây dựng lại trong thập niên 1960 và được tự động hóa từ thập niên 1980. Năm 1986 một số việc tu bổ được thực hiện và một phòng du lịch kết hợp với đảo được thành lập.
Tuy nhiên gần đây, có các biện pháp hạn chế du khách (đặc biệt đi trên các bậc đá cũ), vì cho rằng các du khách gây thiệt hại cho cảnh quan. Các phương pháp luân phiên khác vừa bảo tồn được cảnh quan, trong khi vẫn cho phép các du khách tới tham quan, đã được xem xét.
Thứ Hai, ngày 30.7.2007, nhà bơi lội đường xa Robert Bohane từ Ballinhassig ở hạt Cork đã trở thành người đầu tiên bơi từ Skellig Michael về đất liền. Cuộc bơi bắt đầu lúc 09:07 và chấm dứt trong 6 giờ 29 phút, khi Robert bơi tới bờ ở Portmagee. Có khoảng 200 người trong gia đình, bạn bè và người hâm mộ chào đón. Chuyến bơi vượt đoạn đường dài 18,7 km (11,6 dặm).

## Khu bảo tồn thiên nhiên

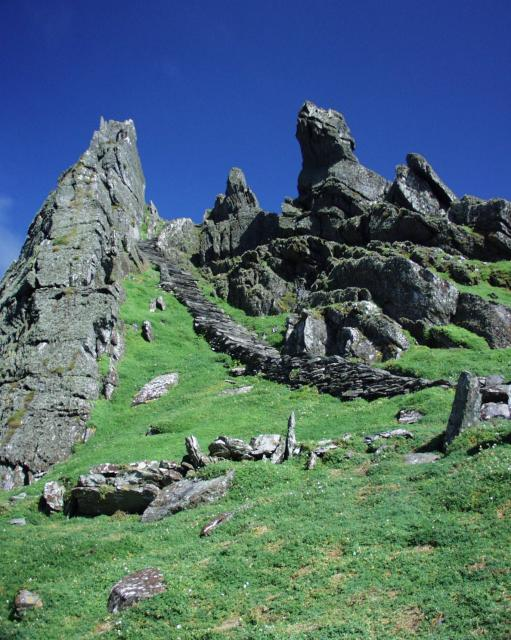
Christ's Saddle pathway

Cùng với đảo Little Skellig lân cận, nhỏ hơn, Great Skellig là 1 khu bảo tồn thiên nhiên quan trọng, trong số đó có các loài chim biển như: chim điên (Gannet), hải âu Fulmar, chim mòng biển rixa, chim cụt, chim uria, hải âu cổ rụt, hải âu Hydobatidae, hải âu mũi ống vv...